# بالاده (لارستان)
بالاده، روستایی در دهستان بالاده بخش بیرم ، شهرستان لارستان در استان فارس ایران است. این روستا، مرکز دهستان بالاده است.

## جمعیت
بر پایه سرشماری عمومی نفوس و مسکن در سال ۱۳۹۵، جمعیت این روستا برابر با ۲٬۱۶۶ نفر (۶۱۱ خانوار) بوده است.